# 페드루 피르스
페드루 베로나 호드리게스 피르스(포르투갈어: Pedro Verona Rodrigues Pires, 1934년 4월 29일 ~ )는 카보베르데의 정치인이며 제3대 대통령이었다. 초대 총리이기도 했다.

## 초대 총리
1975년에 카보베르데가 독립하면서 초대 대통령이었던 아리스티드스 페레이라 하에서 총리를 지냈다. 당시 카보베르데는 카보베르데 기니비사우 독립 아프리카 당(PAIGC)에 의한 1당 국가였으며, 1980년에 PAIGC가 카보베르데 독립 아프리카 당(PAICV)으로 분리된 후에도 일당제가 유지되었다. 따라서 오랫동안 페레이라 대통령과 피르스 총리가 이끄는 정부가 카보베르데를 지배하게 된다.
일당제에 대한 불만이 극도로 심화되어 1990년 2월에 PAICV는 다당제를 도입하게 된다. 그 해 8월에는 PAICV 위원장 자리에서 페레이라가 물러났다. 그러나 1991년 국민 의회 총선거에서 PAICV가 패배했기 때문에 피르스는 총리직에서 물러났다.

## 야당 지도자로서
1993년 8월, PAICV 위원장의 권한이 피르스에서 아리스티데스 리마로 넘겨졌고, PAICV 의장으로 취임했다. 1997년 9월은 후에 제4 대 총리가 되는 호세 마리아 네베스와 경쟁하여 승리하였다.
2001년 예정된 대통령 선거에 출마하기 위해 2000년에 피르스는 PAICV 의장직을 사임하였다. 후임 의장은 호세 마리아 네베스이다.

## 제3대 대통령
2001년 대통령 선거는 2월 11일 제1회 투표에서 과반수를 억제한 끝에 후보가 없었고 PAICV의 피르스와의 민주화 운동(MpD)의 카를로스 베이가가 결선 투표에서 경쟁하게 된다.
결선 투표는 2월 25일 실시되었고, 12표차(75827표 vs 75815표)의 대접전 끝에 피르스가 당선되었다. 동년 3월 22일, 피르스는 카보베르데 공화국의 제3대 대통령으로 취임했다. 앞서 열린 국민 의회 총선거에서 PAICV가 승리하였기 때문에, 이미 네베스가 제4대 총리에 취임하고 피르스를 이겨서 다시 PAICV 대통령 행정부를 장악하게 되었다.
2006년 2월 12일 대통령 선거에서 다시 MpD의 베이가와의 경쟁이 시작되었으나 제1차 투표에서 피르스가 과반수를 획득하여 재선되었다.
2008년 5월 이전부터 주장되어 왔던 "아프리카 합중국"구상에 대해 피르스는 신중한 자세를 보였다. 같은시기에 일본의 요코하마에서 열린 제4회 아프리카 개발 회의(TICAD IV)에 참석하였다.
2011년 조르즈 카를루스 폰세카에게 대통령직을 넘기고 사퇴하였다.